# صالح محمد النابت
صالح بن محمد النابت (30 مارس 1965-)، سياسي وأكاديمي قطري يشغل منصب وزير التخطيط التنموي والإحصاء في مجلس الوزراء. عين في المنصب في يونيو 2013. شغل سابقا منصب الأمين العام للأمانة العامة للتخطيط التنموي. له أبحاث ودراسات منشورة في مجالات التخطيط والتنمية الاقتصادية والاجتماعية واقتصاديات البنوك والمؤسسات المالية.

## حياته
حصل على دبلوم الدراسات العليا في مناهج البحث العلمي من جامعة برادفورد بالمملكة المتحدة وعلى البكالوريوس في الاقتصاد من جامعة قطر بتقدير امتياز ونال جائزة حمد بن عبد الله آل ثاني للطلبة المتفوقين في عام 1988. حصل على الماجستير في نفس التخصص من جامعة سانت لويس الأمريكية بامتياز والدكتوراه في الاقتصاد التنموي من جامعة برادفورد في المملكة المتحدة. وقام بتدريس الاقتصاد في كل من الجامعتين المذكورتين بين 1995 و 2001. كما استمر بتدريس مقررات الاقتصاد بجامعة قطر حتى عام 2008.
عمل لفترة قصيرة بعد تخرجه من الجامعة كباحث اقتصادي في مصرف قطر المركزي قبل ان ينتقل إلى الوسط الأكاديمي عام 1993، ليعمل بقسم الاقتصاد في جامعة قطر، وتدرج في العمل بالجامعة منذ عام 1993 ودرس العديد من المقررات الاقتصادية لطلبة الكلية باللغتين العربية والإنجليزية. كما قام بتدريس بعض المقررات الاقتصادية في جامعات سانت لويس الأمريكية وبرادفورد البريطانية بين عامي 1996 و 2001 وألقى العديد من المحاضرات والدورات التدريبية في مجالات الاقتصاد والمالية، كما ترأس العديد من اللجان الأكاديمية والعلمية بجامعة قطر.

## المسيرة المهنية
- نوفمبر 2018 – حتى الآن: رئيس جهاز التخطيط والإحصاء – جهاز التخطيط والإحصاء.
- يونيو 2013 – نوفمبر 2018: وزير التخطيط التنموي والإحصاء – وزارة التخطيط التنموي والإحصاء.
- 2011 – يونيو 2013: الأمين العام – الأمانه العامة للتخطيط التنموي.
- 2008م – 2011: عمل في الأمانة العامة للتخطيط التنموي بعدة وظائف ككبير للخبراء، ومدير لإدارة التخطيط الاقتصادي، ثم مدير إدارة الشؤون الحكومية، ومدير إدارة التنمية المؤسسية، ومدير مكتب إدارة إستراتيجية التنمية الوطنية الأولى (2011-2016).
- 2001 - حتى 2008 : مدير إدارة التخطيط الاقتصادي (منتدب) / الأمانة العامة لمجلس التخطيط بالإضافة إلى عمله في جامعة قطر.

## وصلات خارجية
https://www.psa.gov.qa